# 大淀 (宮崎市)
大淀（おおよど）は、宮崎県宮崎市内の地名。大淀地域自治区に属している。大淀1丁目～4丁目が置かれている。住居表示実施地域。郵便番号は880-0902。

## 地理
宮崎市の大淀地域自治区に属する。「南駅通り」に面した地区であり、住宅地や大規模商業施設が立ち並ぶ、宮崎市南部の中心地区となる。
北を大淀川、西を中村東・太田、東を東大淀、南を恒久と接する。

## 歴史
- 1972年 - 中園町1丁目～3丁目・材木町・太田町1丁目～2丁目・鶴田町1丁目～3丁目・中村町1丁目～4丁目・有明町・南町1丁目～3丁目・外園町1丁目～4丁目をもって、大淀1～4丁目が成立。

## 世帯数と人口
2023年（令和5年）5月1日現在の世帯数と人口は以下の通りである。
| 町丁      | 世帯数  | 人口  |
| --------- | ------- | ----- |
| 大淀1丁目 | 245世帯 | 392人 |
| 大淀2丁目 | 230世帯 | 384人 |
| 大淀3丁目 | 166世帯 | 238人 |
| 大淀4丁目 | 176世帯 | 236人 |

## 小・中学校の学区
市立小・中学校に通う場合、学区は以下の通りとなる。
| 町名                    | 小学校             | 中学校             |
| ----------------------- | ------------------ | ------------------ |
| 大淀(4丁目の一部を除く) | 宮崎市立恒久小学校 | 宮崎市立赤江中学校 |
| 大淀4丁目の一部         | 宮崎市立大淀小学校 | 宮崎市立大淀中学校 |

## 交通

### バス
宮交グループの運営するバスが営業している。

### 道路
- 宮崎県道341号宮崎港宮崎停車場線
- 宮崎県道347号南宮崎停車場線
- 宮崎県道367号中村木崎線

## 施設
- 宮交シティ